# 딘 드블루아
딘 드블루아(Dean DeBlois, 1970년 6월 7일)는 캐나다의 영화 감독이다. 셰리단 대학을 졸업하고, 1994년 디즈니의 애니메이션 팀에 합류했다. 레이아웃 아티스트에서 출발하여 스토리 아티스트를 거쳐 스토리 수석 책임자로 활동하였다. 1989년부터 인턴 등으로 활동하였고, 정식 데뷔작은 크리스 샌더스와 함께 제작한 《릴로 & 스티치》로 2002년 영화 감독 및 시나리오 작가로 데뷔했다.

## 작품
- 드래곤 길들이기 (2010)
- 헤이마: 시규어 로스 (2007)
- 릴로 & 스티치 (2002)